# Akrodon
Akrodon (lat. Acrodon), biljni rod iz porodice čupavica, red klinčićolike. Sastoji se od pet priznatih vrsta koje rastu na jugu Afrike. 
Acrodon purpureostylus  sinonim je za vrstu Brianhuntleya purpureostyla koja je na popisu ugroženih.

## Vrste
1. Acrodon bellidiflorus (L.) N.E. Br.
2. Acrodon caespitosus H.E.K.Hartmann
3. Acrodon deminutus Klak
4. Acrodon parvifolius DuPlessis
5. Acrodon subulatus (Miller) N.E. Br.